# Ана Бебић
Ана Бебић (Метковић, 7. мај 1986) хрватска је певачица.
Учествовала је у емисијама Хрватски идол, Не заборави стихове! и Операција Тријумф. Њена песма „Преживјет ћу” достигла је број 1 у Србији и постала хит у целом региону. Тренутно живи у Београду.

## Детињство
Рођена је 7. маја 1986. у Метковићу, као треће и најмлађе дете у породици Бебић. Има сестру Зринку и брата Ивана.
Ана је показала интересовање за музику и плес у својим раним годинама, међутим, спорт је била њена прва љубав и она је играла рукомет, јер је њен родни град Метковић познат по многим успешним рукометашима.
Након вишегодишњег стручног усавршавања, одлучила је да настави своју музичку каријеру, упркос недостатку музичког образовања.

## Лични и медијски живот
Изјашњава се као римокатолик. Током Операције Тријумф, била је романтично везана за такмичаре Аднан Бабајић, Никола Сарић, Ђорђе Гогов и Никола Пауновић. Ана се шалила да има „два дечка” — Николу Пауновића за медије, а једног за приватност. Њен „приватни” дечко је писац Филип Милетић, који тренутно ради на Анином првом соло албуму. Ана је проглашена за број 1 на анкети најлепших жена у Хрватској.
У јануару 2010, преузела је улогу у емисији Велики Брат на РТВ Пинк
У октобру 2011. године, ушла је у студију медија на једном приватном универзитету у Београду.

## Песме
- 2004: „Кад оду моје пријатељице”;
- 2007: "Моја мала воли р'н'р' " (са Ненадом Кером);
- 2008: „Сладолед” (са Адастром);
- 2009: „Преживјет ћу”;
- 2009: „Мрзим споре ствари”;
- 2009: „Рођени са грешком” (са Данијелом Павловићем и Милицом Мајсторовић);
- 2010: „Све за љубав” (са: Игором Цукровом, Милицом Мајсторовић и Ђорђем Гоговом);
- 2011: „Литар вина” (са Фламингосима);
- 2012: „Италијана” (са Северином и Ричардом Лонгом);
- 2014: „Смајли”;
- 2015. „Дилема”;
- 2015. „Југославија” (са Жељком Васићем).